# Alt Senegal i Níger
Alt Senegal i Níger fou un territori sota un delegat del governador de la colònia del Senegal entre el 17 d'octubre de 1899 i l'1 d'octubre de 1902. El territori es va formar quan la colònia del Sudan Francès fou repartida entre diverses colònies franceses. El territori el van formar els onze cercles que van passar al Senegal (Kayes, Bafoulabé, Kita, Satadougou, Bamako, Ségou, Djenné, Nioro, Goumbou, Sokolo i Bougouni) i dos territoris militars: el primer territori militar o regió nord i nord-est del Sudan francès (amb els cercles de Tombouctou, Iumpi, Goundam, Bandiagara, Dori i Uahiguya) i el segon territori militar o regió/districte del Volta (cercles de San, Ouagadougou, Leo, Koury, Sikasso, Bobo-Dioulasso i Djebougou). El delegat del governador fou William Merlaud-Ponty.
Aquests territoris juntament amb els protectorats del Níger Mitja que sempre havien estat part de la colònia del Senegal foren segregats l'1 d'octubre de 1902 per formar la colònia de Senegàmbia i Níger que va durar dos anys.
El 18 d'octubre de 1904 els protectorats foren retornats a la colònia del Senegal, i a la resta dels territoris se li va afegir el tercer territori militar de Zinder per formar ara una la colònia separada anomenada de l' Alt Senegal i Níger, part de l'Àfrica Occidental Francesa. El territori militar de Zinder fou rebatejat el 22 de juny de 1910 com territori militar del Níger (comprenia el cercle de Gao al nord del Mali actual i el cercle del Tibesti al Txad) però el 21 de juny de 1911 el cercle de Gao va ser separat del territori militar (aquest darrer va continuar dependent financerament de la colònia amb una administració militar autònoma). Aquesta situació va durar fins al 4 de desembre de 1920 quan el territori militar fou segregat i constituït en territori d'administració separada (i immediatament colònia el 1922) mentre que la resta va recuperar el seu antic nom de Sudan Francès.

## Sotsgovernadors
- 1904 - 1908 William Merlaud-Ponty 
  - 1906 - 1907 Jean Jules Émile Peuvergne (suplent de Merlaud-Ponty)
  - 1907 - 1908 Jean Jules Émile Peuvergne (suplent de Merlaud-Ponty)
- 1908 - 1915 Marie François Joseph Clozel 
  - 1909 - 1910 Henri Alphonse Lejeune (suplent de Clozel)
  - 1912 Philippe Marius Henry (suplent de Clozel)
  - 1912 - 1913 Philippe Marius Henry (suplent de Clozel)
- 1915 Philippe Marius Henry (interí)
- 1915 - 1916 Louis Thiebaut François Vincent Digue (interí)
- 1916 - 1917 Raphaël Valentin Antonetti (interí)
- 1917 Albert Nebout (interí)
- 1917 - 1918 Louis Eugène Periquet (interí)
- 1918 - 1919 Auguste Brunet
- 1919 - 1921 Marcel Achille Olivier 
  - 1920 Camille Théodore Daniel Maillet (suplent d'Olivier)